# Монако на летних юношеских Олимпийских играх 2014
Монако на летних юношеских Олимпийских играх 2014, проходивших в китайском Нанкине с 16 по 28 августа, было представлено одним спортсменом в одном виде спорта.

## Состав и результаты

### Дзюдо
Монако тройственной комиссией было предоставлено одно место для участия.

#### Индивидуальные состязания
| Спортсмен      | Дисциплина | 1/16 финала                        | 1/8 финала           | Четвертьфиналы       | Полуфиналы           | Утешительный бой 1                     | Утешительный бой 2                  | Утешительный бой 3   | Утешительный бой 4   | Финал/ Матч за 3-е место | Место |
| Спортсмен      | Дисциплина | Соперник Результат                 | Соперник Результат   | Соперник Результат   | Соперник Результат   | Соперник Результат                     | Соперник Результат                  | Соперник Результат   | Соперник Результат   | Соперник Результат       | Место |
| -------------- | ---------- | ---------------------------------- | -------------------- | -------------------- | -------------------- | -------------------------------------- | ----------------------------------- | -------------------- | -------------------- | ------------------------ | ----- |
| Николас Гринда | До 81 кг   | Хосе Базиле Бразилия П 0100 — 1100 | Завершил выступление | Завершил выступление | Завершил выступление | Франческо Ауфиери Мальта В 1000 — 0000 | Оуссама Сноусси Тунис П 0000 — 1000 | Завершил выступление | Завершил выступление | Завершил выступление     | 13    |

#### Командные состязания
| Спортсмен | Дисциплина        | 1/8 финала                  | Четвертьфиналы                                 | Полуфиналы            | Финал                 | Место |
| Спортсмен | Дисциплина        | Соперник Результат          | Соперник Результат                             | Соперник Результат    | Соперник Результат    | Место |
| --- | ----------------- | --------------------------- | ---------------------------------------------- | --------------------- | --------------------- | ----- |
| Команда «Невзоров» Миханта Андриамифехи Мадагаскар Бригитте Карабали Колумбия Николас Гринда Монако Брайан Джолли Австралия Тамази Киракозашвили Грузия Салим Ребани Алжир Александра Самардзиц Босния и Герцеговина | Смешанная команда | Пустое место при жеребьёвке | Смешанная команда (команда «Доуиллет») П 2 — 5 | Завершили выступление | Завершили выступление | 5     |